# 柴本翔
柴本 翔（しばもと しょう、1987年12月4日 - ）は、日本の漫画家。東京造形大学出身。読み切り漫画『Baku』で商業デビュー。

## 受賞歴
- 第11回文化庁メディア芸術祭マンガ部門審査員会推薦作品『ひよこ産業製品カタログ』（同人誌）
- 第62回小学館新人コミック大賞青年部門『Baku』
- 第12回文化庁メディア芸術祭マンガ部門審査員会推薦作品『ヒトリゴトノシロ』（同人誌）

## 主な作品

### 漫画
- Baku（『月刊IKKI』（小学館）掲載、読み切り漫画、単行本未収録）
- empty head（『月刊IKKI』（小学館）掲載、読み切り漫画、単行本未収録）
- 狐煩い（『色気』（ヴェジタル出版）掲載、読み切り漫画、単行本未収録）
- ツノウサギ（小学館、単行本描き下ろし、全1巻）
- Pandemonium - 魔術師の村 -（『WEBイキパラCOMIC』（小学館）連載、全2巻）
- コマさん 〜ハナビとキセキの時間〜（『ヒバナ』（小学館）連載）
- コマさん 〜たまきと流れ星のともだち〜（『ヒバナ』（小学館）連載）
- よろず鍵屋の事件帖（『マンガ5』（レベルファイブ）連載、単行本未収録）
- 花の騎士ダキニ（電子一次同人として発表）

### 挿絵
- パペット探偵団 事件ファイル（著:如月かずさ、偕成社、全4巻）
- 怪盗王子チューリッパ!（著:如月かずさ、偕成社、全3巻）
- ルキとユリーカのびっくり発明びより（著:如月かずさ、講談社）